# التأثير المولد للطاقة للستيرويدات الابتنائية
منذ اكتشافها، استُخدمت الستيرويدات الابتنائية (إيه إيه إس) على نطاق واسع كمنشطات بغية تحسين الأداء في الرياضة، ومن أجل تحسين المظهر الخارجي، وفي التداوي الذاتي للتعافي من إصابة ما، وكعامل مساعد لمكافحة الشيخوخة. يعتبر استخدام المنشطات لأغراض أخرى خارج علاج الحالات الطبية أمرًا مثيرًا للجدل، وغير قانوني في بعض الحالات. تحركت المنظمات الرياضية الكبرى من أجل حظر استخدام الستيرويدات الابتنائية. فهناك مجموعة واسعة من المخاوف الصحية المرتبطة بمستخدميها. تُقيد التشريعات في العديد من البلدان وتجرم حيازة الإيه إيه إس والاتجار بها.

## التاريخ
استخدمت المجتمعات في جميع أنحاء العالم المواد المنشطة منذ آلاف السنين في الطب التقليدي، بهدف تعزيز النشاط والقوة. سبق استخدام هرمونات الغدد التناسلية عمليات تحديد هويتها وعزلها. بدأ الاستخدام الطبي لمستخلص الخصية في أواخر القرن التاسع عشر، في حين ما تزال تأثيراته على القوة قيد الدراسة. في عام 1889، قام اختصاصي الأمراض العصبية تشارلز إدوارد براون سيكارد البالغ من العمر 72 عامًا بحقن نفسه بمستخلص من خصيتي الكلب والخنزير الغيني، وأعلن في اجتماع علمي أنه نتج عن هذه الحقن مجموعة متنوعة من الآثار المفيدة. ومع ذلك، اتفق جميع الخبراء تقريبًا، بمن فيهم بعض معاصري براون سيكارد، على أن هذه الآثار الإيجابية نتجت عن طبيعة براون سيكارد ذاته. في عام 2002، حددت دراسة كررت طريقة براون سيكارد أن كمية التستوستيرون التي تم الحصول عليها كانت منخفضة جدًا لدرجة لم تُحدث أي تأثير سريري.
عُزل هرمون التستوستيرون، وهو أكثر الستيرويدات الابتنائية الأندروجينية نشاطًا الذي تنتجه الخلايا البينية في الخصيتين، لأول مرة في عام 1935 واصطُنع كيميائيًا في وقت لاحق من نفس العام. وتبع ذلك بسرعة اصطناع المشتقات الاصطناعية لهرمون التستوستيرون. بحلول نهاية العقد التالي، استُخدم هرمون التستوستيرون ومشتقاته وحققت درجات متفاوتة من النجاح في علاج عدد من الحالات الطبية. لم يبدأ اكتشاف الرياضيين لكون المنشطات يمكن أن تزيد من كتلتهم العضلية حتى عام 1950. وفقًا للطبيب المختص في مجال الرياضة جون زيغلر، فإن أول استخدام مؤكد للستيرويدات الابتنائية في مسابقة رياضية دولية كان في بطولة رفع الأثقال في فيينا عام 1954، عندما استخدم الروس التستوستيرون.
طوال الستينيات والسبعينيات، اقتصر استخدام المنشطات إلى حد كبير على المستويات المهنية للرياضة. في الكتلة الشرقية، وصلت الأمور لدى بعض برامج التدريب إلى حد إجبار بعض الرياضيين على تناول الستيرويدات الابتنائية. في الولايات المتحدة، كان الأطباء المختصون في مجال الرياضة، ومن ضمنهم زيغلر، والنصوص الطبية ما تزال تعلن وعلى أوسع نطاق أن الستيرويدات الابتنائية غير فعالة في مساعدة الرياضيين على اكتساب العضلات. لقد اعترف هؤلاء الأطباء بفائدة المنشطات الابتنائية للمرضى المُضعفين. نصت نشرة عبوة دواء دايانبل -وهو ستيرويد بنائي كان شائع الاستخدام في ذلك الوقت- على أن «الستيرويدات الابتنائية لا تعزز القدرات الرياضية». على الرغم من هذه التحذيرات، بدأ استخدام الستيرويدات الابتنائية في منافسات كمال الأجسام، وفي سباقات المضمار والميدان، مثل دفع الثقل، وغيرها من الرياضات التي يعتمد الأداء فيها على قوة العضلات أو استعادة النشاط في أثناء التدريب.
في نهاية الستينيات، نشرت مجلة ساينس دراسة حول تأثيرات الدايانبل على الرياضيين. وأكدت هذه الدراسة معلومة التفاصيل -التي أجراها جاي. بّي.أوشيه وزملاؤه في جامعة ولاية أوريغون- وجود تأثيرات للستيرويدات الابتنائية على بناء الكتلة للعضلية عند الرياضيين الذين اتبعوا نظامًا غذائيًا عالي البروتين. بعد ذلك بعامين، كرر أوشيه النتائج على نموذج تجربة عمياء.
في بداية السبعينيات، أعلنت المنظمات الرياضية -ومن ضمنها إن سي إيه إيه وآي أو سي- أن استخدام المنشطات يعتبر أمرًا غير أخلاقي، ولكن مع عدم وجود وسائل فعالة لاختبار الرياضيين، بقيت المشكلة أكاديمية.